# Световни серии на Рено
Световните серии на „Рено“ е шампионат, който има поредица от имена и собственици.
Води началото си от 1998 година под името Open Fortuna by Nissan и е организиран в Испания. Първият шампион е Марк Жене, а следващата година е покорен от младия Фернандо Алонсо. Участието на „Нисан“ продължава до 2004 година, когато Хейки Ковалайнен печели титлата.
От 2005 година насам Световните серии на „Нисан“ са обединени с „Формула Рено V6 Еврокупа“ – шампионат, създаден и организиран през 2003 година. Полученият резултат е Световните серии на „Рено“, като първият шампион е полският пилот Робърт Кубица за отбора на „Епсилон Еускади“.

## Болид
В първите си години шасито в сериите е съпоставимо с Формула 3, шасито е конструирано от Колони, а двигателят е 2.0-литров мотор на „Нисан“. От 2002 година сериите получават нов облик, с който стават популярни – болидът е на Далара и е на ниво Формула 3000, а моторът вече е 3.0-литров. Сериите получават голямо медийно внимание в Испания, дори ФК „Барселона“ спонсорира шампиона Рикардо Зонта. След първия успешен сезон сериите вече атакуват Европа и повечето кръгове са извън Испания.
При поемането на контрола от „Рено“ колата е подновена с нов болид, конструиран от Далара, който има изключително ниво на аеродинамично притискане благодарение на използването на огромен дифюзър и т.нар. поли на пода на колата. По този начин колата се възползва максимално от граунд ефекта благодарение на технологии, които са забранени във Ф1. Двигателят от 2005 година е вече 3.5-литров мотор с мощност 425 к.с. Това поставя колата като представяне малко зад ГП2 болидите и пред Формула 3.

### Шаси
За сезон 2008 в употреба влиза новата генерация на болида, отново конструиран от Далара, с аеродинамика, която максимално копира последните тенденции във Ф1. Колата отговаря на стандартите на ФИА за Ф1 краш-тестове, има карбонови спирачки и полуавтоматична скоростна кутия – всичко както в ГП2.

### Двигател и трансмисия
Двигателя отново е V6 3.5-литров, но вече с мощност 500 к.с., и използва биоетанолово гориво Е85. Има нужда от преглед на всеки 4500 км. Електрониката е на Магнети Марели, след всяко състезание моторът се заключва от „Рено Спорт“ така, че колата да не може да бъде тествана, а преди всяко състезание чрез чоп се разпределя кой двигател при кой пилот да отиде с цел избягване на измами. Скоростната кутия е полуавтоматична, като предавките се задействат посредством хидравлична система. На волана на пилотите има и т.нар. Push 2 Pass бутон, чрез който двигателят получава допълнителни 300 оборота, а пилотът има 1 минута, за да го използва при всяко състезание.

## Състезателен уикенд
Състезанията се провеждат на писти, които отговарят на Ф1 стандартите, много от тях се използват през настоящите сезони от Ф1. Единствено на състезанието в Монако Световните серии на „Рено“ са поддържаща формула на Ф1 заедно с ГП2. През останалите уикенди участват заедно с Льо Ман сериите или те самите са основното събитие. През т.нар. Рено Уикенди наред със състезанията се правят и демонстрации от отбора на „Рено Ф1“, има кръг от Формула Рено Еврокупа, кръг от Меган Трофи Еврокупа, Клио Купа и парад на исторически автомобили и други състезания.
Обикновено билетите са безплатни и всеки желаещ може да си принтира билета за желаното от него състезание на www.worldseriesbyrenault.com. Често на състезанията се събират над 100 хил. души.

### Състезателен формат
Провеждат се 2 състезания, като преди това има квалификация, в която пилотите са разделени в 2 групи. Пред квалификациите има задължителна 2 часа тренировка, а на някои състезания в четвъртък има и 2 двучасови тест сесии.

### Квалификации
26 болида на 13 отбора са допуснати от организаторите да участват, разделени на групи по 13 пилота. Всяка група има 20-минутна квалификационна сесия. Първите 6 от 2-те групи продължават в 15-минутна квалификационна сесия, наречена Супер Пол.

### Състезания
Стартовата решетка в първото състезание е направена, като са обърнати местата на първите 8 от Супер Пол сесията, а местата на останалите 4 в Супер Пол сесията се запазват, както и местата на останалите пилоти.
Стартовата решетка във второто състезание е направена, като първите 8 са тези, които са се класирали в топ 8 в Супер Пол сесията, а останалите места са заети според класирането в първото състезание.

### Точкова система
Първите трима в Супер Пол сесията получават съответно 4, 2 и 1 точки
В първото състезание първите 10 взимат точки по реда: 12, 10, 8, 7, 6, 5, 4, 3, 2, 1
Във второто състезание първите 10 взимат точки по реда: 15, 12, 10, 8, 6, 5, 4, 3, 2, 1

### Отбори
Отборите се избират на всеки 3 години от „Рено“. През периода 2005 – 2007 г. са общо 15 отбора и 30 пилота, от 2008 до 2010 г. ще са 13 отбора и 26 пилота. За новия период са запазени 13 от старите отбори, като само „ДжиДи Рейсинг“ и „Юроинтернешънъл“ отпадат.

### Скорост
Скоростта на болидите е с около 2 до 3 секунди по-бавна от тази на ГП2. Целта на шампионата е да бъде алтернатива на ГП2 сериите, като предлага подобна техника, но на по-ниска цена. Бюджетът за сезон на 1 пилот в ГП2 започва от 1,5 млн. евро, докато в Световните серии на „Рено“ около 900 хил. евро са достатъчни.

## ТВ отразяване
„Рено Спорт“ залага на местното отразяване, така че сериите се отразяват от местни канали в повечето западноевропейски страни, но често състезанията може да се наблюдават на запис на сайта на сериите.